# Elvin Morton Jellinek
Jellinek Elvin M. (ur. 15 sierpnia 1890 w Nowym Jorku zm. 22 października 1963 w Stanford) – amerykański biostatystyk i fizjolog, zasłużony w badaniach nad alkoholizmem.
Twórca oryginalnej typologii alkoholizmu.